# Celedonio García Casino
Celedonio García Casino, dit Celes o El Llarg (Barcelona, 25 de desembre de 1922 - 26 d'agost de 1949) fou un anarquista i guerriller antifranquista català.

## Biografia

### En la FIJL
Després de la victòria franquista en la guerra civil espanyola, amb només 17 anys, decidí participar en la lluita antifranquista, entrant en les Joventuts Llibertàries. El 14 de juny de 1939 va ser detingut juntament amb uns altres 16 companys per propaganda subversiva, possessió d'armes i pertinença al Comitè Regional de Catalunya i les Illes Balears de la Federació Ibèrica de Joventuts Llibertàries.
Un any més tard va ser tancat a la presó Model de Barcelona, on va entrar en contacte amb el secretari del Comitè de Peninsular de la Federació Anarquista Ibèrica, Manuel Aguilar Martínez. A la presó, Martínez formà tres grups que més tard van participar en la lluita armada clandestina: un d'aquests grups el formaven García Casino, Manuel Graupera Rodilla, Ángel Bernal Lozano, Blas Fuster Carreter i el responsable del grup, Enrique Laborda Gómez.
Celes fou alliberat el 23 de novembre de 1945 i immediatament va reprendre els contactes amb la FIJL, amb la que es va reunir al Congrés de 1946 a Tolosa. Aquest mateix any va ser nomenat Secretari de Defensa del Comitè Regional de Catalunya i les Illes Balears de la Federació Ibèrica de Joventuts Llibertàries (un altre company que havia ocupat aquesta posició era Josep Lluís i Facerias).

### Des del MLR al grup de Facerias
El 1947 García Casino va participar en el Moviment de Resistència Llibertària, una formació pensada com a braç armat de l'anarcosindicalisme, però de vida curta; va participar en aquest moviment en un atac amb explosius contra una caserna de la Guàrdia Civil, una acció que els comunistes van intentar reclamar com a pròpia.
El MLR era una oportunitat per enfortir l'associació amb Facerias, qui el 1947 va ser un dels primers grups d'expropiació i atac. A més de Celess, en aquest grup també en formaren part Juan Cazorla Pedrero, Ramón González Sanmartí, Francesc Ballester Orovitg i Domingo Ibars Joanies. Entre les accions d'expropiació dutes a terme pel grup, cal recordar almenys l'atracament al Banc de Bilbao del carrer Mallorca i el Banc de Biscaia del carrer Rocafort, ambdues a Barcelona.
El 26 d'agost de 1949 la guàrdia civil va sorprendre en una emboscada Celedonio i d'altres companys que estaven tractant d'arribar a la França. Només van poder escapar de l'emboscada Facerias i el poumista pro-anarquista Antoni Franquesa i Funoll; hi va perdre la vida Enrique Martínez Marín, dit Quique (no confondre amb Quico Sabaté) i Celes, qui foren enterrats al cementiri d'Espolla, a Girona. Celes deixà la seva companya, Remedios Falceto, i la petita Olga. Remedios continuà la seva militància en la secció de les Joventuts Llibertàries del barri del Carmel.